# Solabios
Solabios, créé en 2007, est un groupe spécialisé dans l’énergie solaire. Il s'est consacré à la recherche de financements, la recherche de projets pour installer des centrales photovoltaïques clefs en main, et dans certains cas, à l'exploitation d'une centrale solaire intégrée aux toits, sur des grands bâtiments ou directement installées au sol.
La société est en liquidation judiciaire depuis le 4 février 2015.